# Viasat 2
A Viasat 2 (2017-től 2022-ig Sony Max) egy magyar televízióadó. A csatorna 2017. október 3-án indult el Magyarországon a Sony Movie Channellel egy időben, az AXN White-ot váltotta fel, amely 2013-ig AXN Crime néven működött. 2022. március 24-én vette fel jelenlegi nevét. 

## Története

### Sony Max
A csatorna előzményei 2017. augusztus 3-án jelentkeztek, amikor a Sony Pictures Television International (SPTI) bejelentette, hogy 2017 októberében újrapozicionálja és átnevezi Magyarországon az AXN két tematikus adóját.
Az AXN White helyén 2017. október 3-án 04:00-kor elindult ténylegesen, három órás teleshoppal, a hivatalos adás 07:00-kor indult el a Volt egyszer egy szerelem című filmmel.
A csatorna csak Magyarországon volt fogható, más közép-európai országokban továbbra is az AXN White érhető el.
A csatorna tematikáját tekintve a női nézőknek szól, műsorai közt valóságshow-k, gasztroműsorok, szitkomok és romantikus vígjátékok szerepelnek, továbbá itt folytatódott a Stíluspárbaj Lakatos Márkkal című műsor. Érdekesség hogy délutánonként csak is Őze Áronnal kapcsolatos sorozatokat adnak. 2019. október 13-án Nagy-Britanniából az esetleg bekövetkező brexit miatt Spanyolországba költözött és a rombuszszerű besorolást használja (+12, +16, +18 hangjelzéssel). A csatorna reklámidejét 2019. december 31-ig az Atmedia értékesítette, 2020. január 1-től az RTL Saleshouse értékesíti.

### Viasat 2
2022. január 27-én levédték a csatorna jelenlegi nevét, a logójával együtt. A csatorna névváltását február 11-én jelentették be, és 2022. március 24-én a Sony Maxot átnevezték Viasat 2-re. Oka az, hogy az új tulajdonos csak átmenetileg használhatta a „Sony Max” és a „Sony Movie Channel” neveket. 2023-tól néhány műsor alatt a Kijkwijzer féle korhatár besorolást használja.

## Saját gyártású műsorai
- Balhés csajok
- Lakástalkshow
- Stíluspárbaj Lakatos Márkkal